# 히노 프로피아
히노 프로피아(영어: Hino Profia, 일본어: 日野・プロフィア 히노 프로휘아[*])는 일본 히노 자동차사가 생산하는 대형 트럭이다. 또한 일본 국외의 경우 히노 700 시리즈 모델로 판매하고 있다. 슬로건은 물류의 21세기이다.

## 개요
1992년에 히노 슈퍼돌핀의 후속으로 출시되었으며 1기형의 경우 아시아자동차공업 (현 기아) 광주공장 위탁생산방식으로 일본 현지에서 판매하였다. 아시아자동차공업 (현 기아) 광주공장 OEM 생산방식을 취하게 됨에 따라 효율성과 수익성이 극대화되었고 덕분에 지속적으로 마이너 체인지를 통해서 오랫동안 생산했다. 2003년에 후속 차량인 그랜드 프로피아가 등장한 이후 기아와 OEM 생산 계약이 종료됨에 따라 생산기지를 대한민국 광주광역시 광산구에서 중화민국으로 이전하였고 현재까지 생산되고 있다. 대한민국의 경우 기아 상용부문(구 아시아자동차)이 1995년부터 2003년까지 기아 그랜토라는 이름으로 생산하여 대한민국에서의 판매와 러시아 및 동남아시아 등지로 수출한 바가 있다.

## 모델

### 제 1세대 모델 (1992년5월~2003년9월)
- 1992년 5월 : 히노 슈퍼돌핀의 페이스 리프트 차량으로 등장했다. 디자인은 히노 레인저와 동일하고 8기통의 F20C형, F17E형, F17D형 엔진과 6기통의 P11C형, K13C형, K13D형 엔진이 탑재되었다.
- 1992년 8월 : 트레일러 사양이 출시되었다.
- 1994년 : 배출가스 규제 대응에 따라 마이너 체인지가 되었다. 엠블럼의 경우 날개 형태에서 히노 자동차 마크로 변경되었고, 엔진은 F20C형 엔진이 탑재되었다.
- 1998년 : 마이너 체인지로 ABS 마크가 적용되었고, ABS 기능과 에어백이 추가되었다.
- 2000년 : 1999년 배출가스 규제 대응에 따라 마이너 체인지가 되면서 디자인이 변경되었다. 같은 해 10월에 도쿄 모터쇼에 ASV-2형이 출품되었다.
- 2002년 : 소음 규제 대응에 따라 일부 개량한 모델이 출시되었다. 트랙터 모델을 제외한 V형 엔진과 속도 표시등이 사라졌다. 같은 해 10월에 도쿄 모터쇼에 트랙터 모델인 ASV형이 출품되었다.

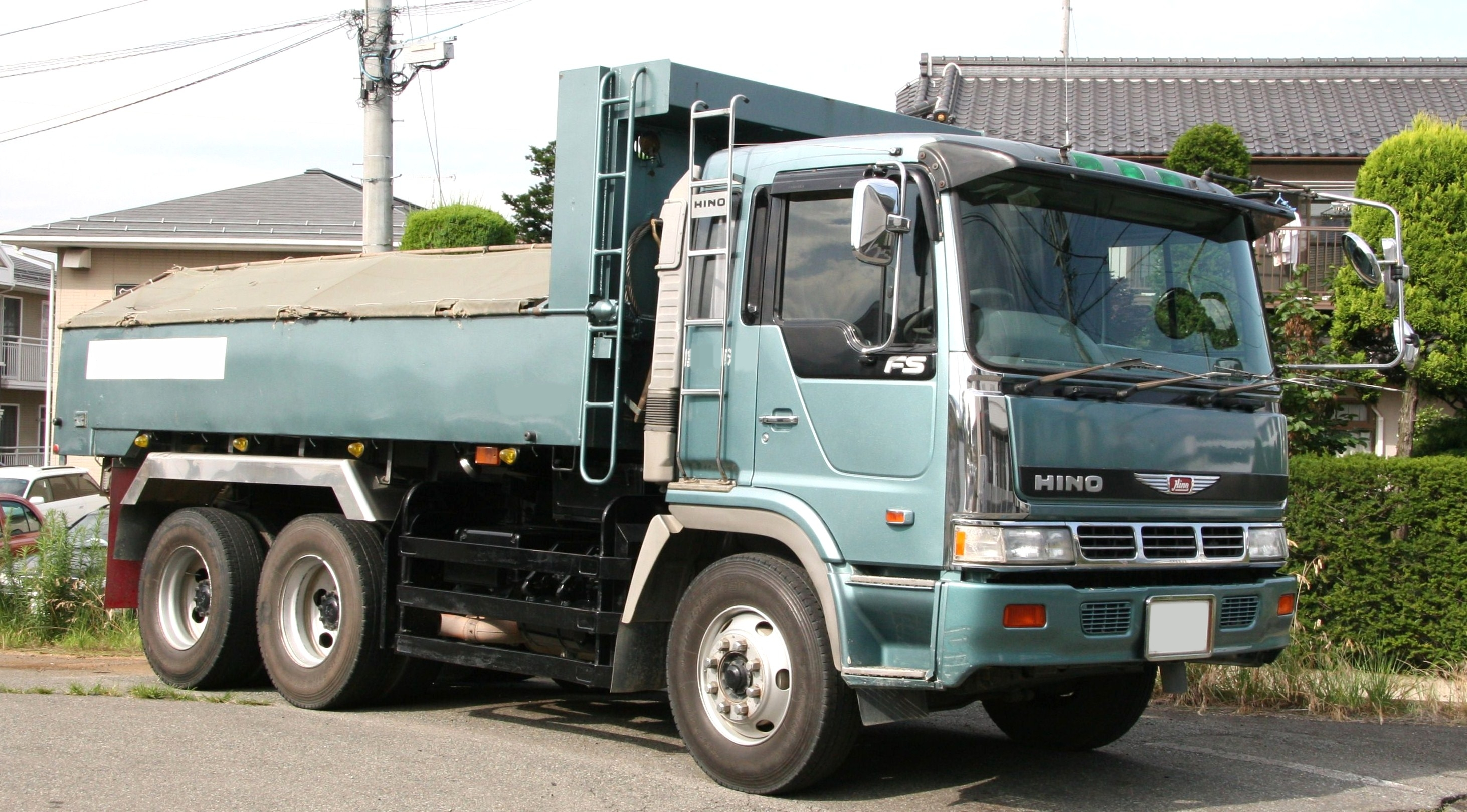
히노 프로피아 1세대 초기형 FS
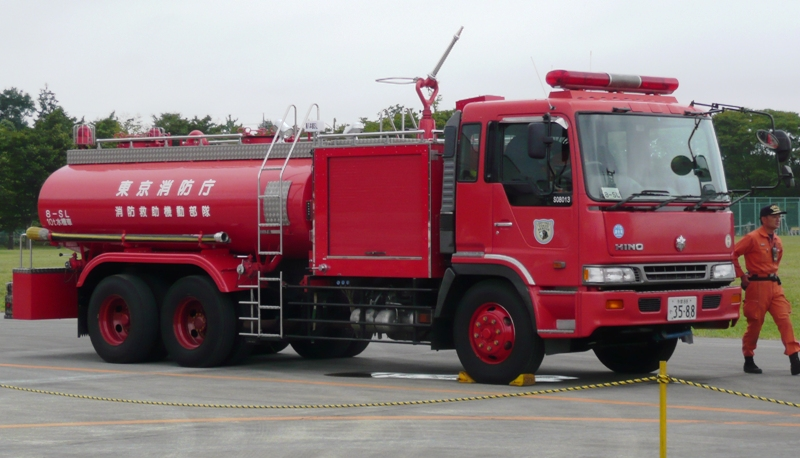
히노 프로피아 1세대 중기형 FR
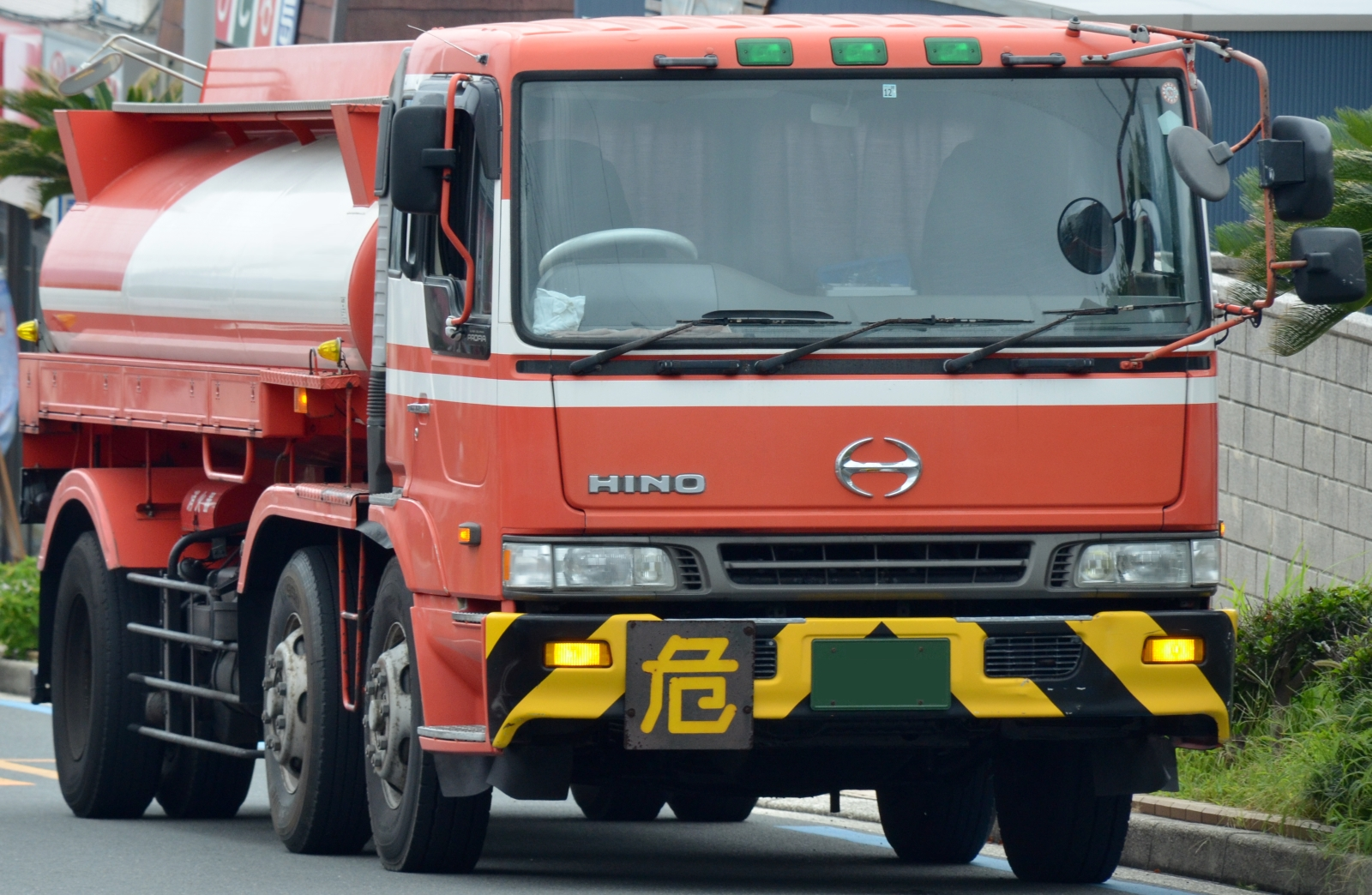
히노 프로피아 1세대 중기형 GN
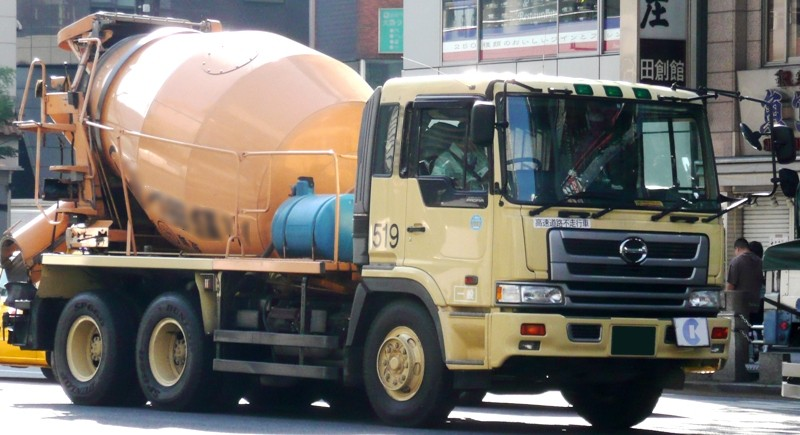
히노 프로피아 1세대 후기형 FS
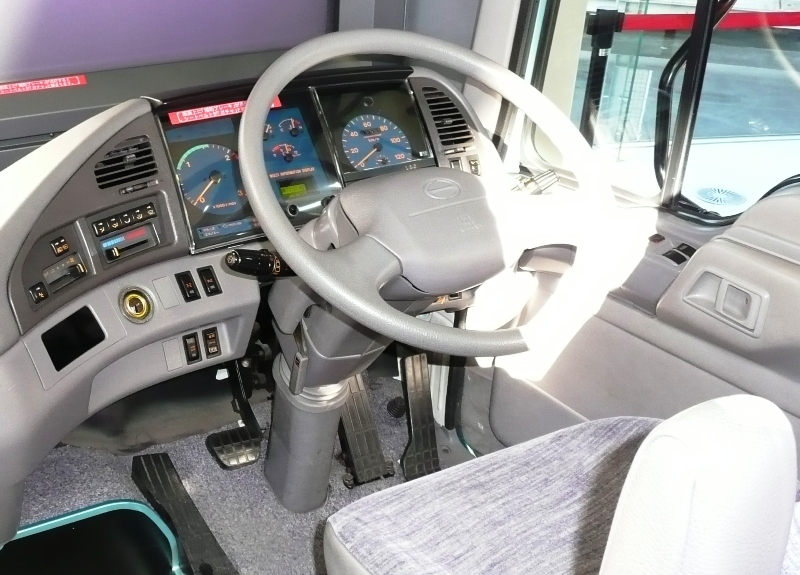
히노 프로피아 1세대 운전석

### 제 2세대 모델 (2003년10월~2017년4월)
- 2003년 10월 11일 : 풀모델 체인지로 출시되었다. 기존의 히노 슈퍼돌핀의 명칭에서 그랜드 프로피아(일본어: グランドプロフィア)로 변경되었고 엔진은 배출가스 규제 대응에 따라 직렬 6기통 인터쿨러 터보가 장착한 엔진을 탑재했다.
- 2004년 10월 : 도쿄 모터쇼에 트랙터 모델인 ASV형이 출품되었다.
- 2005년 12월 : 2005년 배출가스 규제 대응에 따라 E13C형 엔진을 탑재한 차량이 출시되었다.
- 2006년 1월 : 전 세계 최초로 추돌 피해 경감 브레이크 시스템을 탑재했다.
- 2006년 6월 : 2015년 배출가스 규제 대응에 충족한 차량이 출시되었다.
- 2007년 4월 : 2005년 배출가스 규제 대응에 따라 기존에 탑재된 P11C형 엔진에서 A09C형 엔진이 탑재한 차량이 출시되었다.
- 2007년 10월 : 도쿄 모터쇼에 트랙터 모델인 ASV형이 출품되었다.
- 2010년 4월 : 2009년 배출가스 규제 대응에 따라 마이너 체인지가 되면서 DPR, SCR, VSC 방식이 적용되었다. 휠의 형태도 JIS형에서 ISO형으로 변경되었다.
- 2014년 4월 : 마이너 체인지로 엔진의 제어 방식 일부가 변경되었다.
- 2015년 1월 : 최초로 도쿄 오토살롱에 출시되었다.[6]
- 2015년 10월 : 도쿄 모터쇼에 히노 프로피아 하이브리드형이 출품되었다.

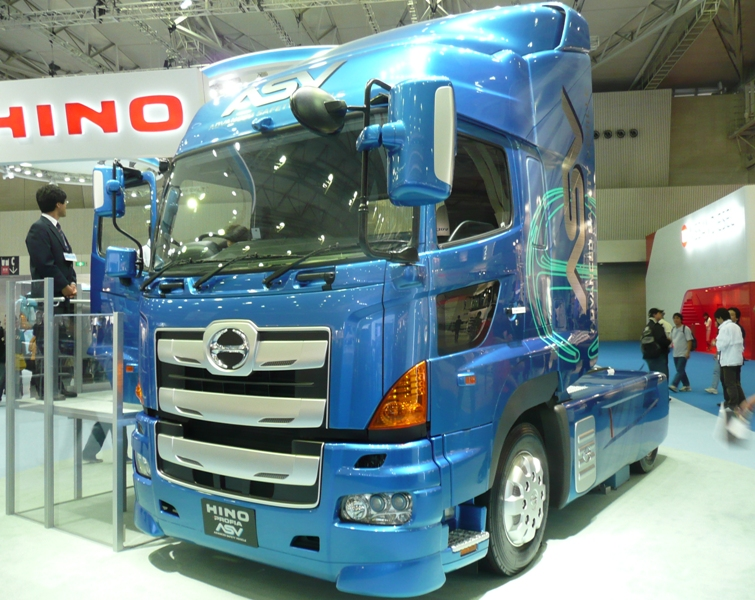
히노 프로피아 2세대 ASV
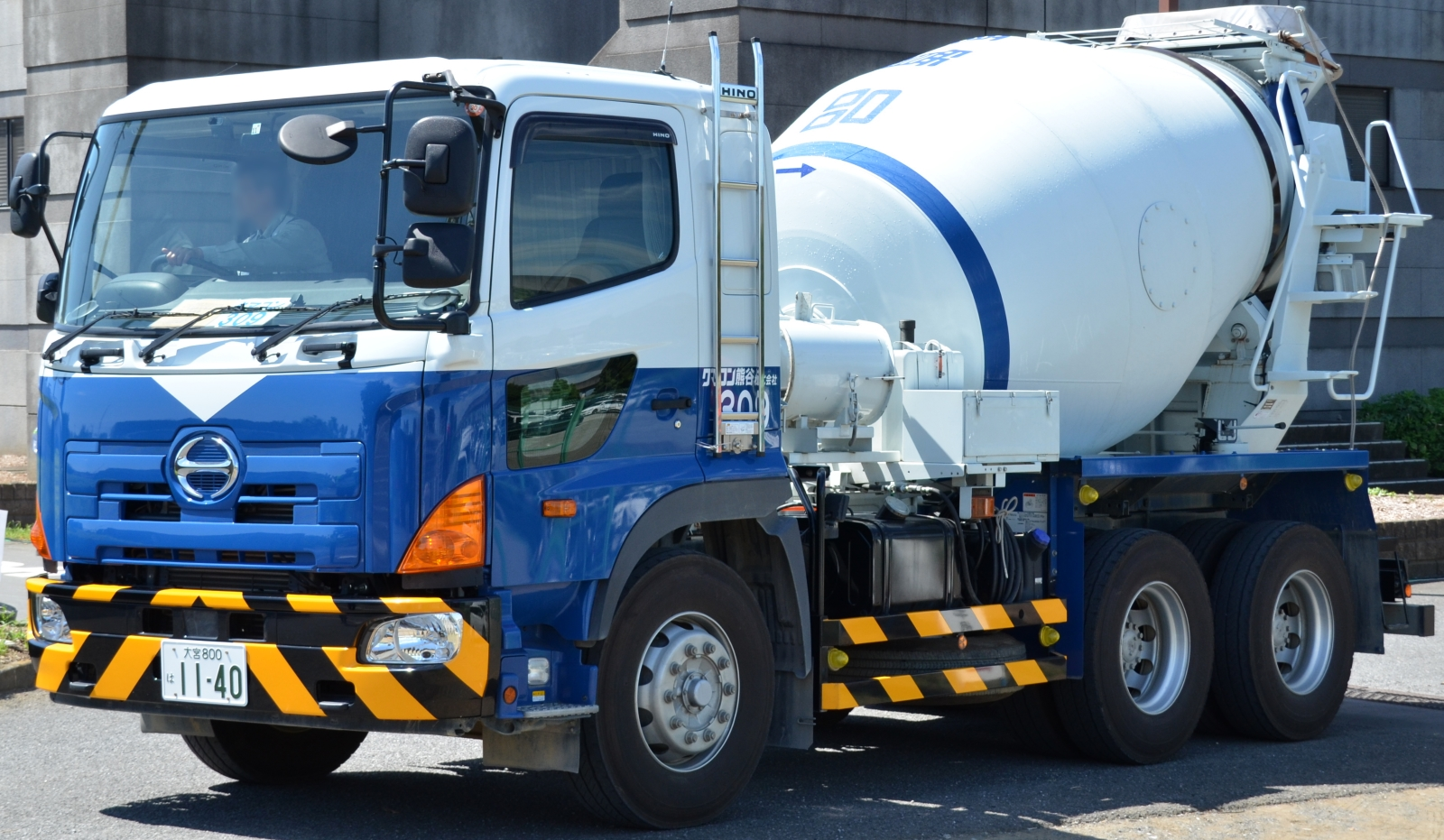
히노 프로피아 2세대 FS 믹서트럭 모델
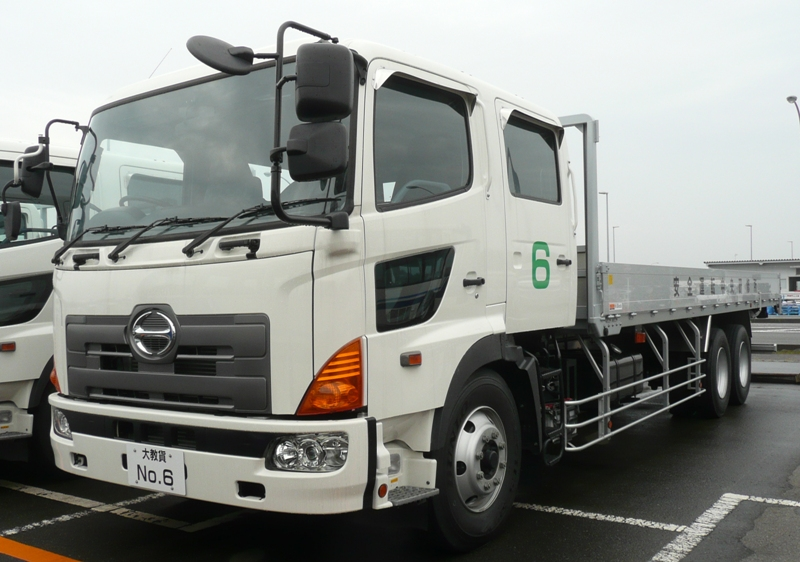
히노 프로피아 2세대 FR 더블캡
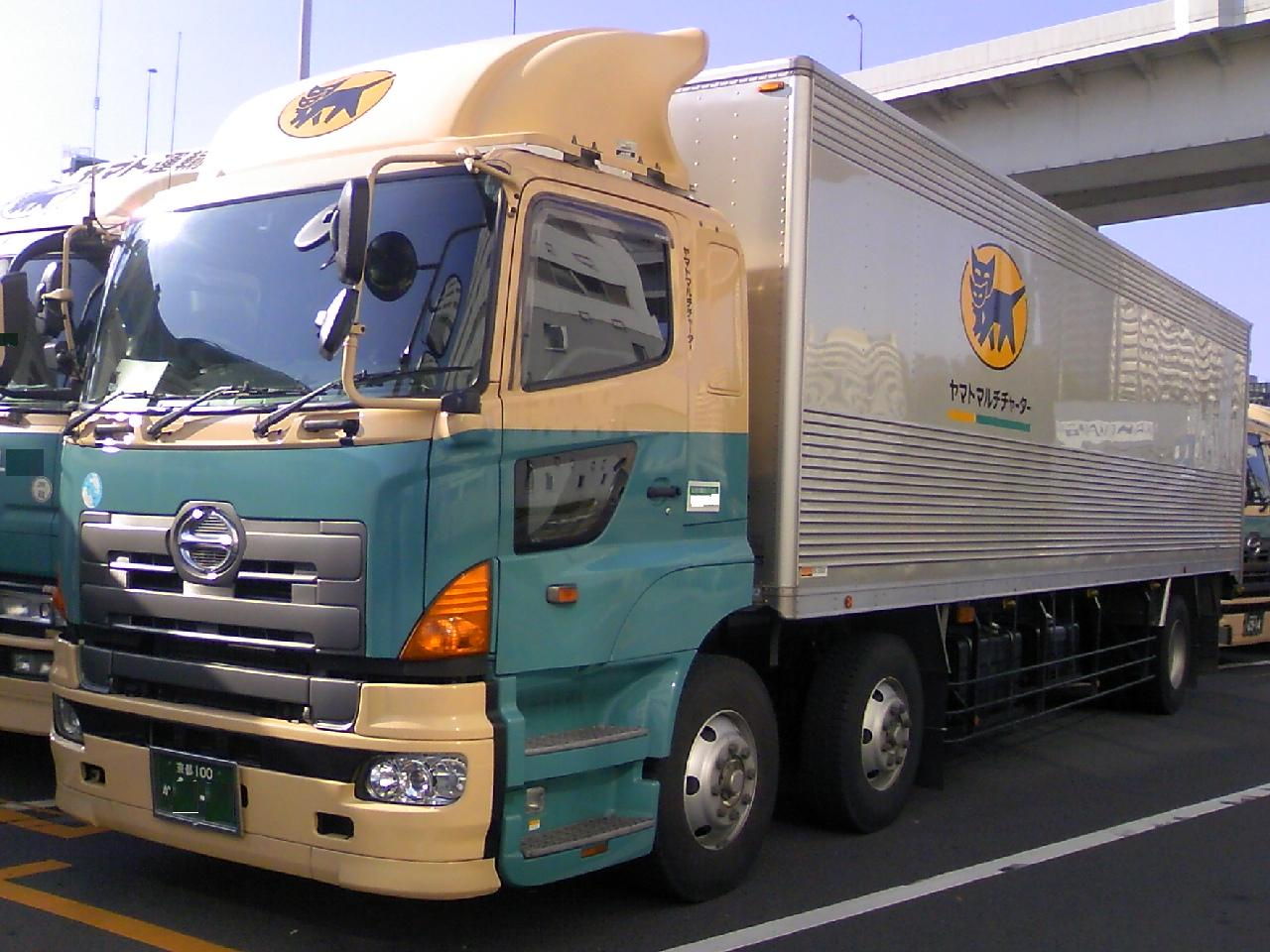
히노 프로피아 2세대 FN
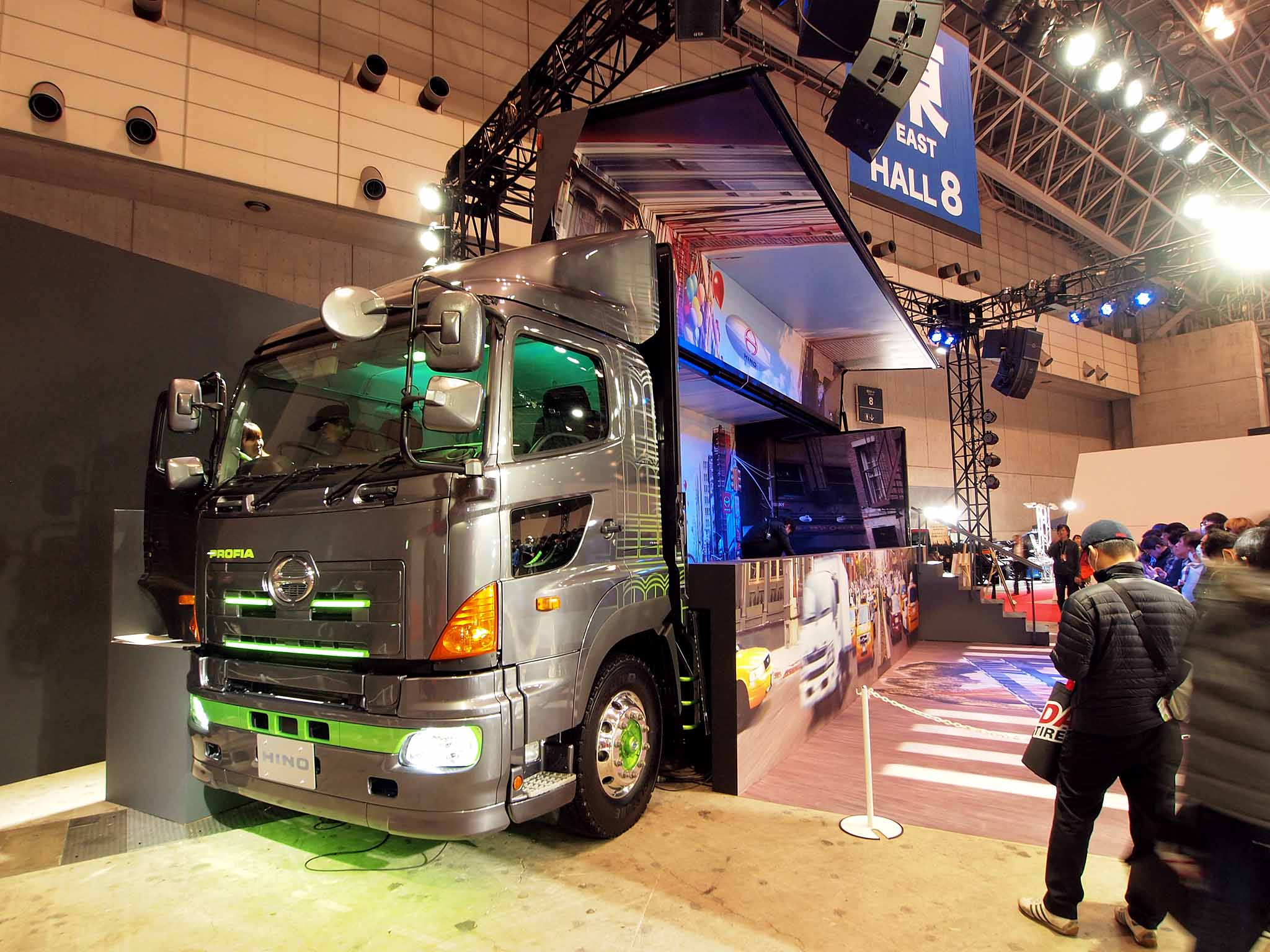
2015년 도쿄 오토살롱 출품 모델

### 제 3세대 모델 (2017년4월~ 현재)
- 2017년 4월 5일 : 트랙터, 제설차, 구내 차량을 제외한 3세대 차량이 출시했다. 2016년 배출가스 규제 대응에 따라 기존에 탑재된 E13C형 탑재된 차량이 A09C형 엔진으로 대체되었다.[7]
- 2017년 10월 : 굿 디자인 상을 수상했다.[8]
- 2018년 1월 : 도쿄 오토살롱에 출시되었다.[9]
- 2018년 5월 : 트랙터, 제설차, 구내 차량이 출시되면서 2세대 모델은 모두 단종되었다.[10]

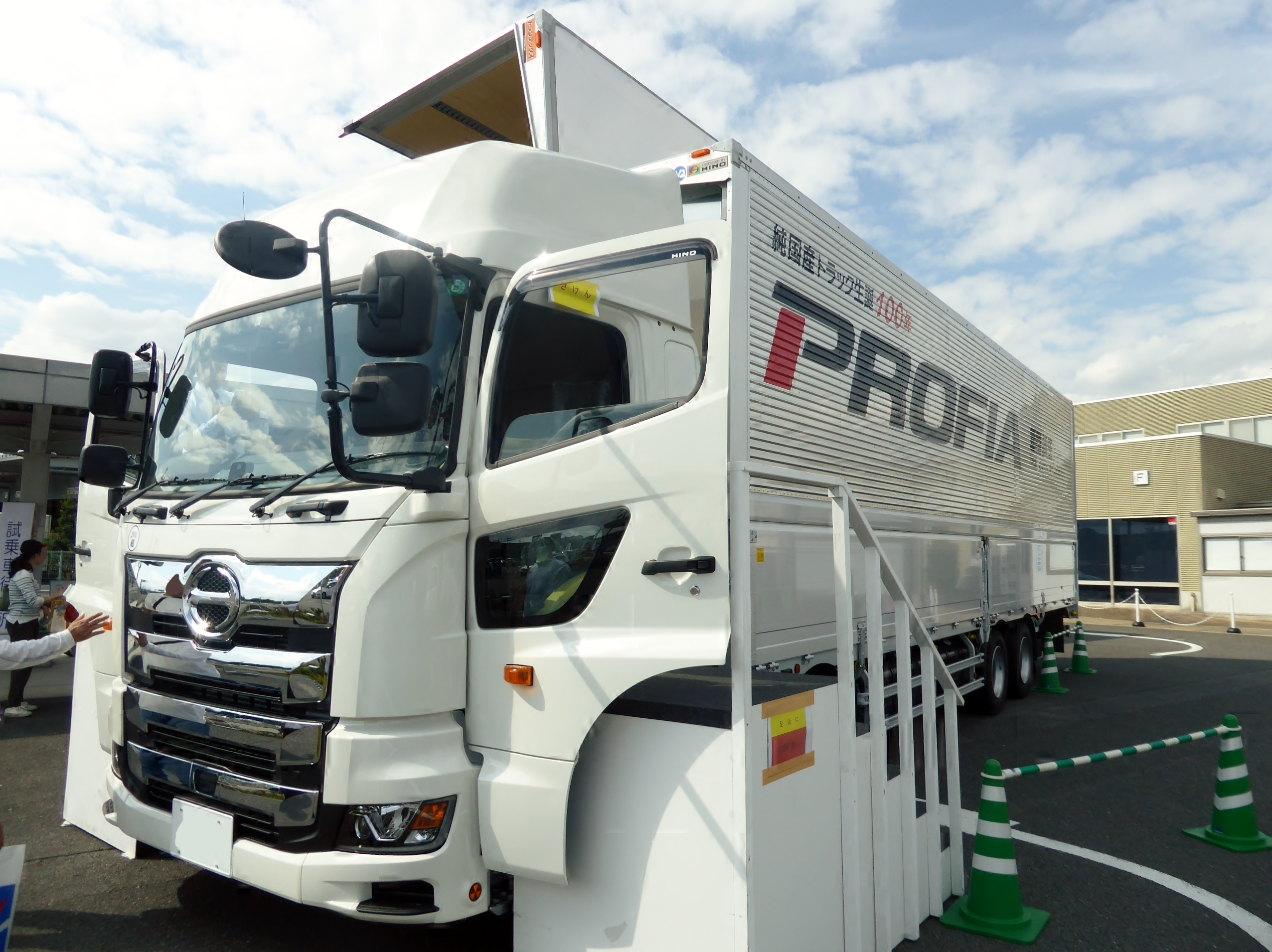
히노 프로피아 3세대 FR
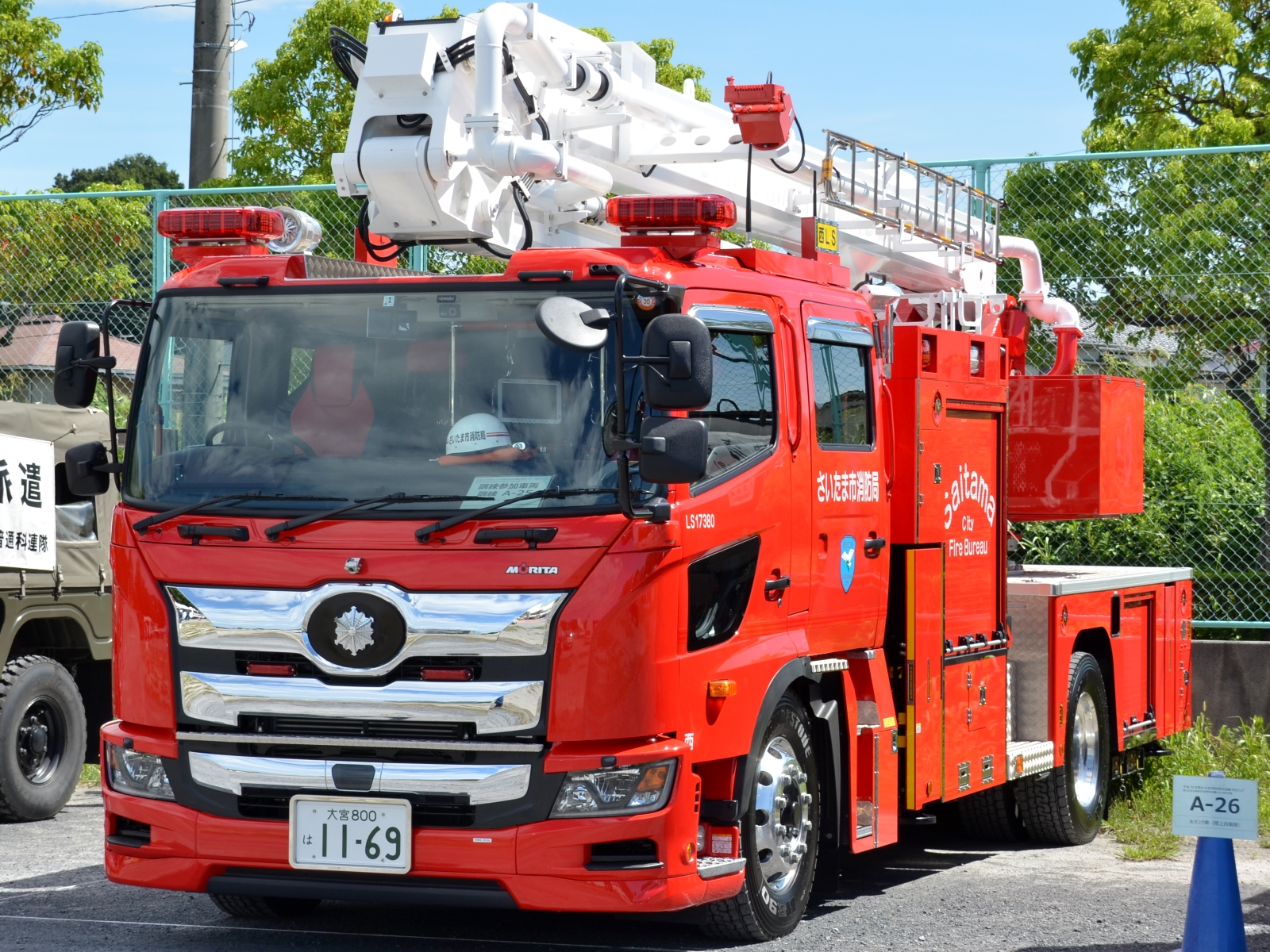
히노 프로피아 3세대 FH
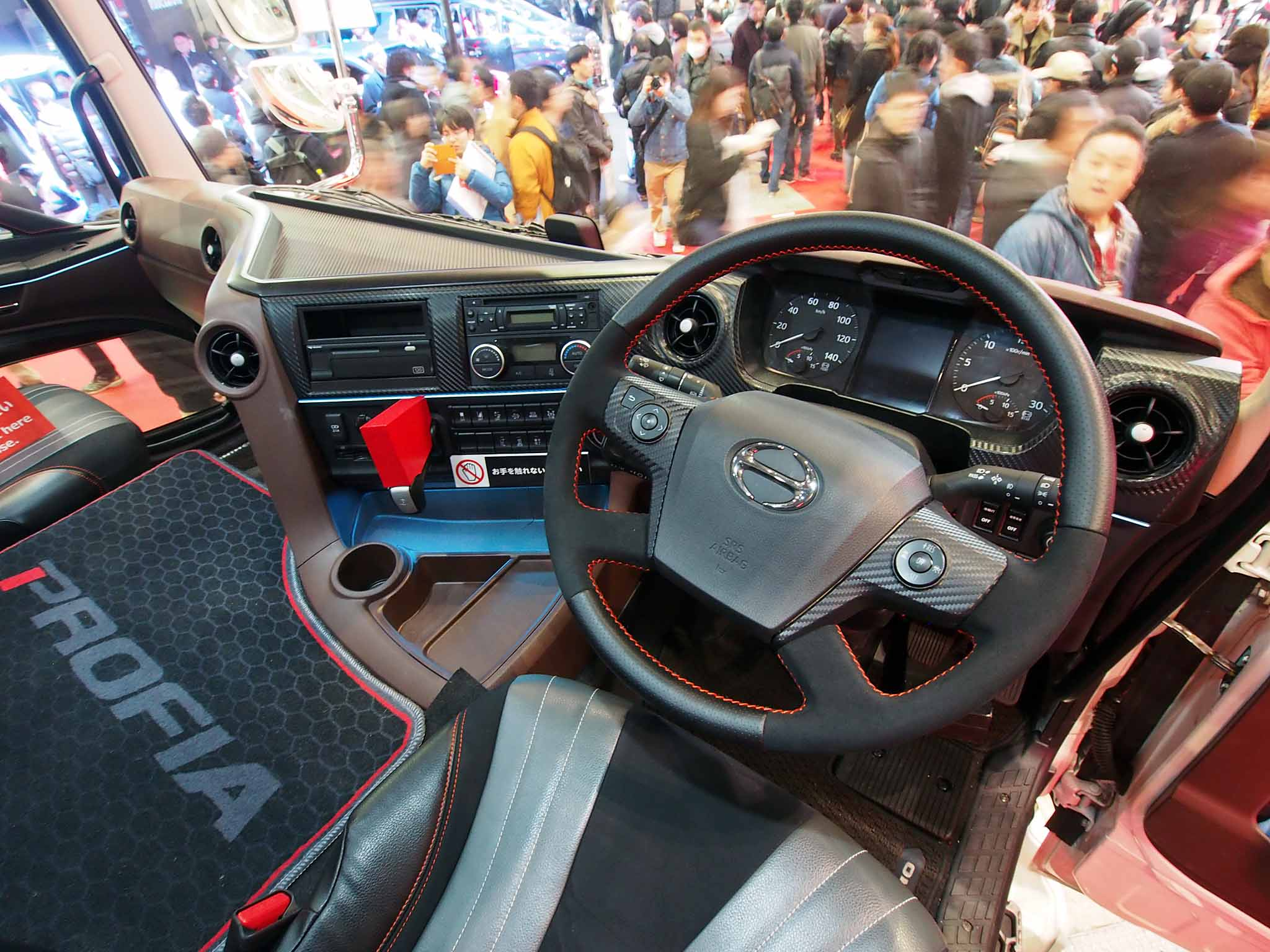
히노 프로피아 3세대 운전석
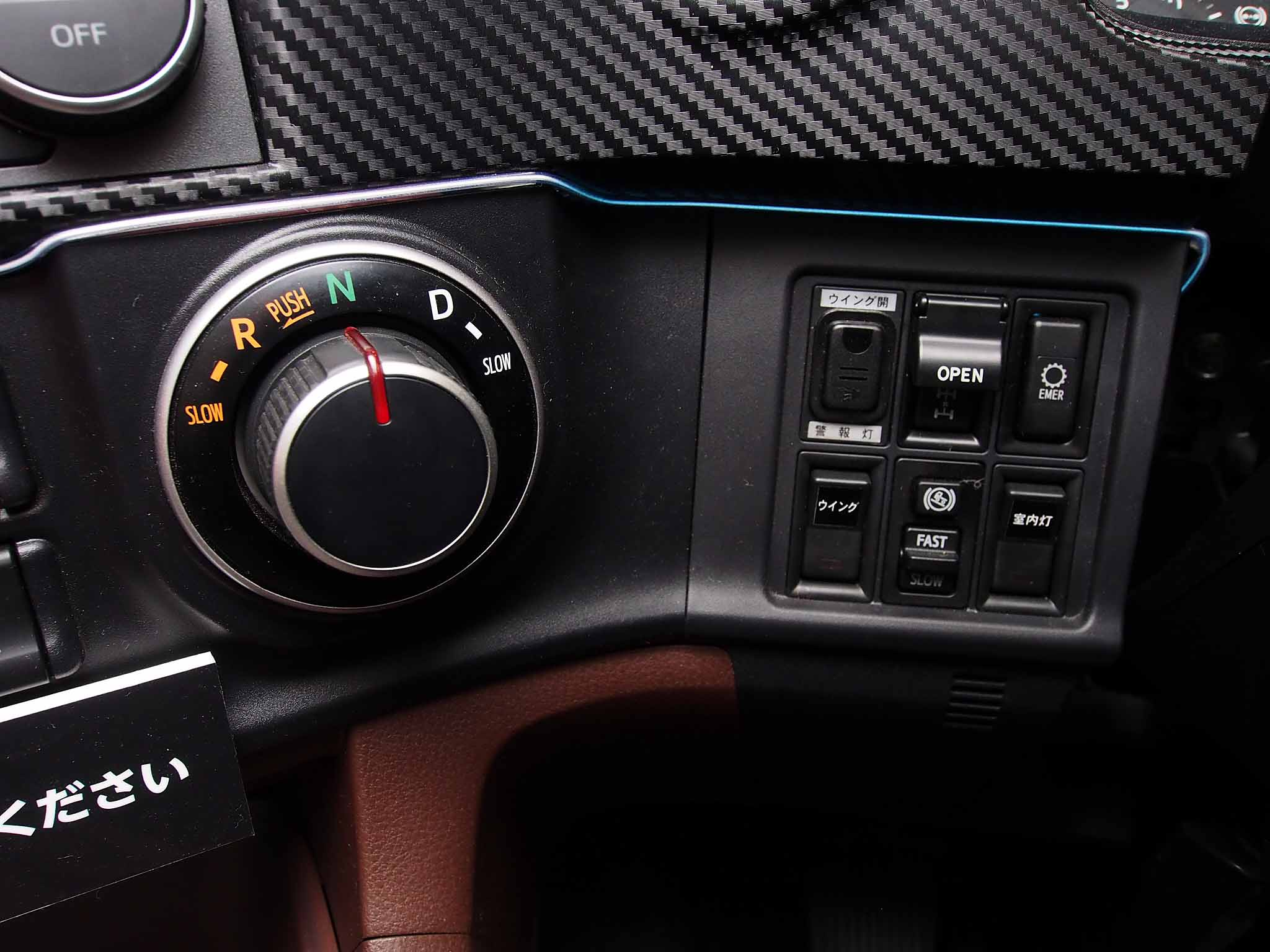
히노 프로피아 3세대 자동변속기
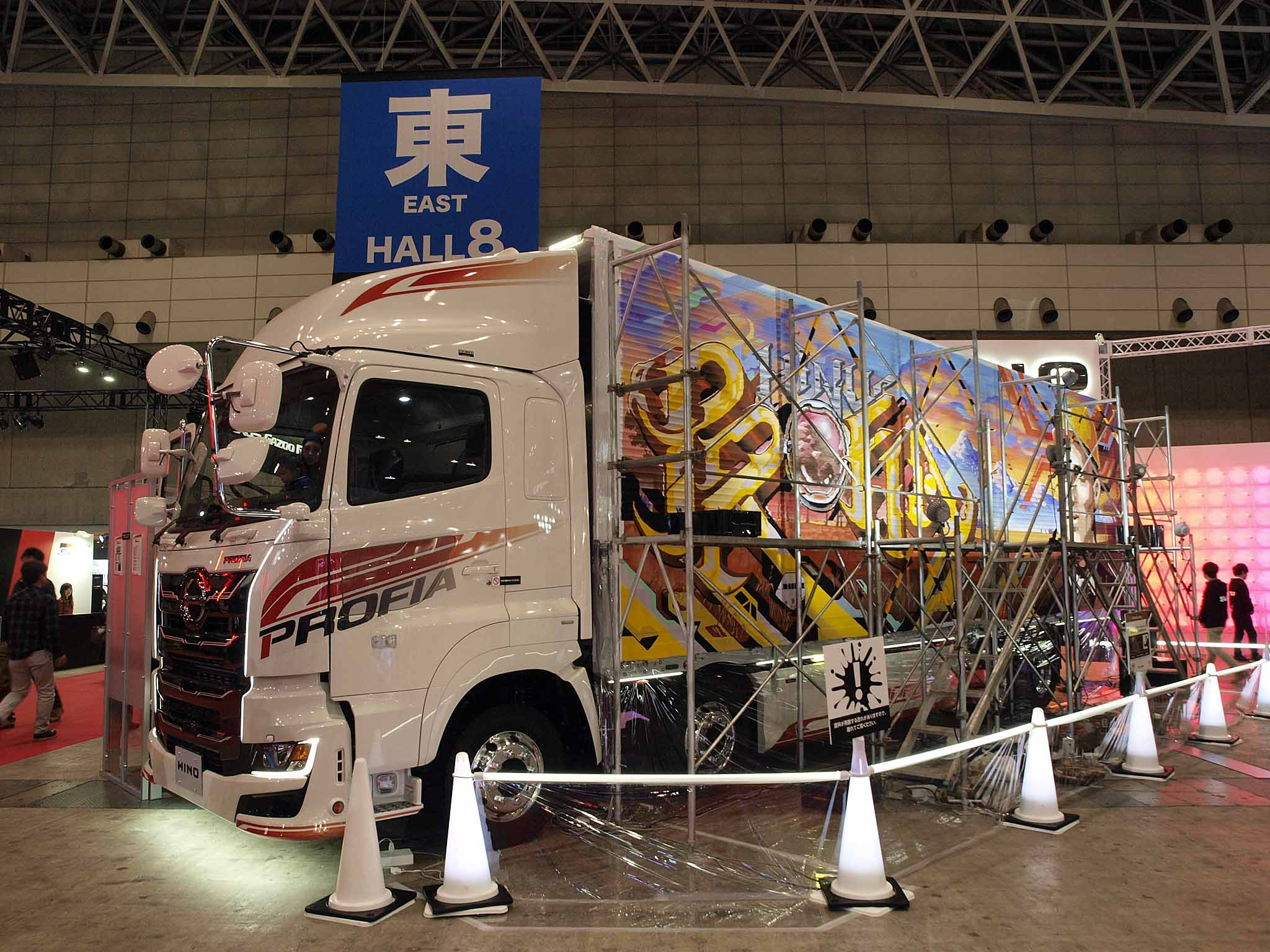
2018년 도쿄 오토살롱 출품 모델

## 라인업

### 일본전용 모델
- FH : 고상 2축 차량 (4×2)
- FR : 고상 3축 차량 (6×2 후륜 2축)
- FP : 고상 3축 차량 (6×2 후륜 2축)
- FN : 고상 3축 차량 (6×2 전륜 2축)
- GN : 고상 3축 차량 (6×2 전륜 2축)
- FS : 고상 3축 차량 (6×4 후륜 2축)
- FQ : 저상 3축 차량 (6×4 후륜 2축)
- FW : 저상 4축 차량 (8×4)
- FZ : 고상 2축 차량 (4×4)
- FU : 고상 3축 차량 (6×6 후륜 2축)

### 해외 전용 모델
- FY : 고상 4축 차량(8×4)
- ZY : 초고상 4축 차량(8×4)
- ZS : 초고상 3축 차량(6×4 특수휠 장착)

### 트레일러
- SH : 4×2
- SS : 6×4

## 엔진
| 구분 | 엔진 형식 | 형태, 방식                      | 배기량(cc) | 출력 범위(PS)               | 탑재                  |
| ---- | --------- | ------------------------------- | ---------- | --------------------------- | --------------------- |
| 1E   | E13C      | 6기통 (인터쿨러 터보 사양)      | 12,913     | 360/380/410/450/460/480/520 | 2003년부터 현재까지   |
| 1F   | F17D      | 8기통 (인터쿨러 트윈 터보 사양) | 16,745     | 310/450/560                 | 1992년부터 2003년까지 |
| 1K   | K13C      | 6기통 (인터쿨러 터보 사양)      | 12,882     | 360/410                     | 1992년부터 2003년까지 |
| 2K   | K13D      | 6기통 (인터쿨러 터보 사양)      | 13,267     | 270                         | 1994년부터 2000년까지 |
| 2P   | P11C      | 6기통 (인터쿨러 터보 사양)      | 10,520     | 300/340/360                 | 1992년부터 2003년까지 |
| 3F   | F20C      | 8기통                           | 19,688     | 330/355                     | 1994년부터 2000년까지 |
| 4F   | F21C      | 8기통                           | 20,781     | 360/390/430                 | 1994년부터 2003년까지 |

## 같이 보기
- 히노 자동차
- 히노 K계/T계/H계 트럭
- 히노 슈퍼돌핀
- 히노 레인저
- 기아 그랜토